# Лимфни чворови
Лимфни чворови су мали органи пасуљастог облика у саставу имунског система који се јављају широм тела и повезани су лимфним судовима. Лимфни чворови су складишта B, T и других имунских ћелија. Делују као филтри или замке за стране честице, и важни су за исправно функционисање имуног система.
Лимфни чворови имају и клинички значај јер у разним ситуацијама (од безопасних као што је инфекција грла па до по живот опасних као што је канцер) долази до њиховог запаљења. У случају канцера стање лимфних чворова је толико значајно да они служе за оцењивање стадијума болести од чега зависи одлука о корацима у лечењу, као и прогноза развоја болести.